# Egyed Antal
Egyed Antal (Székesfehérvár, 1779. június 13. – Dunaföldvár, 1862. augusztus 27.) pécsi egyházmegyei katolikus pap, a Magyar Tudományos Akadémia levelező tagja, költő.

## Élete
Polgári családból származott, középiskolai tanulmányait szülővárosában végezte. Költői hajlamának, melyet tanítója, Virág Benedek még inkább élesztett, e korban mutatkoztak már jelei; társai felhívására mindenkor kész volt versekkel állni elő; sőt a megmagyarázott remekírókat azonnal rímekbe foglalta s gyakorlatait is magyar versekben nyújtotta be. 1799-ben a bölcselet hallgatására Pécsre ment, ahol rendes tanulmányai mellett szorgalmas látogatója volt az ott fennálló magyar iskolának. 1801-ben a pécsi növendékpapok közé lépett. 1803-ban Dunaföldváron pappá szentelték, ezután 1804-től bükkösdi, 1806-tól bátaszéki, 1807-ben pedig závodi káplán volt, ez utóbbi helyen megtanult németül. 1807-ben rövid ideig szentszéki jegyző is volt, de e hivataláról csakhamar lemondott, mert nem tudta megszokni a városi életet. 1808-ban kocsolai lelkész lett, 1813-ban Bonyhádra ment át.
Bonyhádi plébánosként megismerkedett a fiatal Vörösmarty Mihállyal, aki a Perczel családnál volt házitanító és a plébánia könyvtárában gyakran forgatta a klasszikus költők műveit. A plébános bíztatása is közrejátszott abban, hogy Vörösmarty a költészettel elmélyülten kezdett foglalkozni. Később a költő versben emlékezett meg egykori segítőjéről.
Egyed Antal 1822-ben paksi lelkészként megtanult olaszul. 1829-ben visszakerült Dunaföldvárra, ahol papi hivatása mellett helytörténettel is foglalkozott, a vármegye településeinek szokásait, életét igyekezett felmérni.
1832-ben a pécsi püspök Koppánymonostor apátja címet adományozott neki. 1833. november 15-én a Magyar Tudományos Akadémia megválasztotta levelező tagjává. 1862. augusztus 22. – augusztus 23. éjjelén rablók támadták meg, s egy homlokára kapott vágás következtében hunyt el néhány nappal később. Végrendeletében hagyott 1000 forintot a pécsi gyermek-szemináriumnak, ugyanannyit a Magyar Tudományos Akadémiának és a Nemzeti Színháznak, a plébániájában levő szegény tanulóknak 1000 forintot, a váci siketnémák intézetének 100 forintot stb. Szép könyvtárát egy Dunaföldváron alapítandó könyvtár létesítésére hagyta.

## Munkái
- Nagymélt. Szányi Ferencz ő nagyságának rozsnyói püspöknek, a pécsi megyebeli növendék-papság örök hálaadásul 1801. Pécs, 1801. (Költemény.)
- T. Kajdatsi Antal úrnak örök emlékezetére némely jó barátjai ajánlják… 1812. Pest, (Költemény.)
- P. Ovidius Naso bús verseinek (levelei vagy pontusi elegiái) negyedik könyve, ford. Pest, 1823. (2. jav. kiadás. Pécs, 1845. Online)
- Alagya Szent Katolnai Cseh László halálára. Uo. 1824.
- Publius Ovidius Náso Keservei. Öt könyv. Ford. Székesfehérvár, 1826. Online (2. jav. kiadás, Pest, 1847.)
- A jó keresztény. Melylyel t. ns. és nz. Hiemer János urat megdicsérte Hidvégen, Szent Jakab havának 18-ik napján 1826. eszt. Székes-Fejérvár.
- Elegiák levelekben. Pest, 1831.
- Kis énekes könyv. hiveim számára. Uo. 1834. (Uo. 1838., 6. kiadás. Pest, 1856.)
- Gyászbeszéd, melyet Első Ferencznek, ausztriai császár és apostoli magyar király… halálára mondott a harmadik hónak 28. napján 1835. Székesfejérvár.
- Egyházi hymnusok, a római breviariumból ford. Pest, 1835.
- Megváltó. Esztergom, 1836. (Kisfaludy-versnemben. 2. kiadás. Pest, 1857.)
- Ovidius pontusi elegiái. Pest, 1839. (E műből 400 példányt az akadémiának engedett azon föltétellel, hogy a jövedelem az általa már megindított Régi Classicusok fordításai kiadására szenteltessék.)
- Elegia nméltgú Klobusiczi Klobusiczky Péter kalocsai érseknek halálára, nyárelő 2-án 1843. Pécs.
- Albius Tibullus elegiái négy könyvben. Ford. Pest, 1845. (Romai classicusok V.) Online
- Egyed Antal elegiái három könyvben. Pest, 1848.
- Átváltozások. P. Ovidius N.-tól, ford. Uo. 1851. (Három füzet.)
- Dunaföldvári vőfélyek köszöntése lakodalmakon. (Pest), 1852. (Névtelenül.)
- Elegia méltgs. és ft. Girk György úrnak tiszteletére, midőn a pécsi püspöki székbe ünnepélyesen beigtattatott 1. jún. 1853, Pest, 1853.

### Kéziratban maradtak
Michl Egyházi története, melyet németből még mint bonyhádi lelkész fordított; több elegiája és költői levele. A Szepessy püspök felhivására három évig dolgozott az egyházi énekek szerkesztésében sat., melyeket az Akadémiai Almanach (1863.) elősorol, Elegiája Jeszenszky Miklóshoz, Paks, 1823. és levele Horvát Istvánhoz 1835. nov. 1.
Költeményeket írt a Szépliteraturai Ajándékba (1825–26.), a Koszorúba (1834., 1837.), Athenaeumba (1838.), történeti cikkeket a Tudományos Gyűjteménybe (1823. V. Bonyhád mezőváros rövid leirása, 1824. I. Pécsi püspökmegyének ismertetése, 1828. VI. Nemes Tolnavármegyének topographiai leirása, 1829. II. Paks leirása, 1832. X. Duna-Földvár leirása).